# Cylindroiulus salicivorus
Cylindroiulus salicivorus är en mångfotingart som beskrevs av Karl Wilhelm Verhoeff 1907. Cylindroiulus salicivorus ingår i släktet Cylindroiulus och familjen kejsardubbelfotingar. Inga underarter finns listade i Catalogue of Life.